# أدولف العسال
أدولف العسال وُلد في الإسكندرية عام 1981، هو مخرج ومنتج أفلام مصري ولوكسمبورغي.

## حياتة الشخصية
أدولف العسال وُلد في الإسكندرية في 7 أبريل عام 1981 بـ الإسكندرية، سافر والداه إلى الإمارات العربية المتحدة بـ خورفكان بإمارة الشارقة، حيث أمضى السنوات الأولى من طفولته قبل السفر إلى المملكة المتحدة حيث أكملت والدته دراستها كطبيبة.
عام 1988، سافر مع والديه إلى لوكسمبورغ، هناك حيث عاش حتى حصل على الجنسية عام 2002، وفي نفس يوم تخرّجه من المدرسة الثانوية.
اهتم أدولف بالرياضة منذ صغره، فمارس كرة السلة، وكان واحدًا من أفضل اللاعبين بمنتخب لوكسمبورغ تحت سن 21، كما اهتم أيضًا بالموسيقى وبالتحديد تنسيق الأغاني كـ دي جي، ولكنه بالفعل بدأ التفكير في صناعة السينما بينما كان يصوّر 5 من أقاربه بكاميرا في إتش إس الخاصة بوالده.
حصل أدولف على شهادة البكالوريوس في الإعلام والدراسات الثقافية من جامعة Kingston بالمملكة المتحدة وذلك بين عامي 2002 وحتى 2005، أكمل أدولف دراسته في الفترة ما بين 2006 وحتى 2008 ليحصل على الماجستير في صناعة الأفلام من نفس الجامعة.

### دخوله لعالم السينما
اكتشف أدولف ولعه بالسينما في سنٍ كبير، وبدأ مشاهدة الأفلام بنهمٍ بصيغة الـ DVD من خلال موردين مثل لوره، حيث كان يحصل على فيلمين أو ثلاثة يوميًا، ويسترجعهم في اليوم التالي ليحصل على غيرهم، وهكذا حتى أصبح مدمنًا للسينما، واكتشف وشاهد العديد من الأفلام المختلفة والنادرة من مختلف أنحاء العالم بينما كان يعيش في السكن الطلابي.
أخرج أدولف أولى أفلامه الوثائقية القصيرة عام 2003، ليتناول من خلاله ثقافة الهيب هوب في لوكسمبورغ، ويعتبر الفيلم هو العلامة التي أشارت لأدولف بالتبحّر أكثر في عالم السينما، وحجر الأساس الأول في صناعة الأفلام.
عمل أدولف بالجامعة كمدرس مساعد في جامعة Kingston عام 2004، وأعُجب أستاذه بطريقه سرده لفيلمه الوثائقي القصير الأول، ورأي فيه موهبة صانع السينما.
درّس أدولف للطلاب بالجامعة أساسيات صناعة السينما من الناحية التقنية مثل المونتاج، كما بدأ في تطوير مهاراته كصانع سينما، والبحث عن شركة إنتاج يبدأ معها مشواره.
وفي نفس العام، وجد أدولف ضالته، وتعاون لأول مرة في شركة إنتاج وهي BIGTIME ENTERTAINMENTS، ليقوم بإخراج كليبات موسيقية لفنانين بالمملكة المتحدة، مستخدمًا بعض الأدوات والمعدات من الجامعة، وعمل المونتاج ليلًا.
وفي 2006، كان أول موهبة من لوكسمبورغ تشارك في Berlinale Talentcampus، وفي نفس العام، شارك كعضو لجنة تحكيم الشباب في مهرجان كان السينمائي.

## مشواره الفني
أنتج أدولف أول أفلامه الطويلة بعنوان DIVIZIONZ والذي تم اختياره في مهرجان برلين السينمائي الدولي وتم عرضه في أكثر من 100 مهرجان سينمائي آخر، وأيضًا تم بيعه لأكثر من 30 منطقة حول العالم، في 2011 أخرج فيلمه القصير LA FAMEUSE ROUTE، والذي نافس في أكثر من 20 مهرجان حول العالم وحصل على 5 جوائز، بجانب الفيلم القصير MANO DE DIOS الذي شارك في أكثر من مهرجان سينمائي وحصد جائزتين خلال جولاته.
أنتج وأخرج أدولف أولى أفلامه الروائية الطويلة LES FAMEUX GARS وذلك عام 2012، كما تولى مسؤولية توزيعه بالدول الناطقة بالفرنسية، وبفيلم سوّاح – SAWAH أكمل ثاني أفلامه الروائية الطويلة، والذي نافس في أكثر من 100 مهرجان سينمائي وحصد 21 جائزة، وهو أول فيلم روائي طويل لمخرج لوكسمبوغي يُباع إلى منصة نتفلكس ليُعرض لـ 46 دولة، كما تم إطلاق فيلم سواح بصيغة DVD/Blu-Ray في أنحاء الولايات الأميركية لـ 5000 فرع من متاجر Walmart، وينتظر أدولف إطلاق فيلمه الروائي الطويل HOOPED خلال عام 2023، بجانب إخراجه لـ 5 حلقات من المسلسل البلجيكي الكوميدي BARAKI والذي تم عرضه في سبتمبر2021.
ويعتبر أدولف من صنّاع السينما الذين تم اختيارهم ضمن Berlinale Talents وEAVE (European Audiovisual Entrepreneur)، كما تخرّج من Screen Leaders وهو برنامج لتطوير صنّاع السينما يُهدف إلى تطوير مهاراتهم في الإنتاج والمؤثرات البصرية والمبيعات والتوزيع وغيرها، أدولف هو عضو في أكاديمية الفيلم الأوروبي - European Film Academy ويعمل في الجزء الإبداعي من جناح لوكسمبورغ في معرض Expo 2020 بدبي.

### فيلموجرافيا
عمل أدولف كمنتج منفذ ومساعد ومشرف على الإنتاج في العديد من الأعمال السينمائية والقصيرة، ثم بدأ كتابة وإخراج أعماله بنفسه، وتولى أيضًا مسؤولية توزيع بعض أعماله، ليكتسب خبرة كبيرة في مرحلة صناعة الفيلم بدايةً من السيناريو وحتى التوزيع.
| نوع               | اسم                    | سنة الانتاج |
| ----------------- | ---------------------- | ----------- |
| الفيلم القصير     | Ping Pong Revenge      | 2005        |
| الفيلم القصير     | Blind Bet              | 2007        |
| الفليم روائي طويل | Divizionz              | 2007        |
| الفيلم القصير     | Les mooches            | 2008        |
| الفيلم القصير     | Mano de Dios           | 2010        |
| الفليم روائي طويل | Les fameux Gars        | 2011        |
| الفيلم القصير     | Antoine                | 2014        |
| الفيلم القصير     | Ouni Mooss             | 2015        |
| الفليم روائي طويل | Sawah                  | 2019        |
| الفليم روائي طويل | My Grandpa Is an Alien | 2019        |
| الفيلم القصير     | Getting Out            | 2021        |
| الفيلم القصير     | Vis-a-Vis              | 2021        |

| نوع               | اسم                        | سنة الانتاج |
| ----------------- | -------------------------- | ----------- |
| الفيلم القصير     | Mano de Dios               | 2010        |
| الفيلم القصير     | La fameuse route           | 2010        |
| الفليم روائي طويل | Les fameux Gars            | 2012        |
| الفيلم القصير     | Ouni Mooss                 | 2015        |
| الفليم روائي طويل | Sawah                      | 2019        |
| الفيلم القصير     | ذاكرة ممتلئة - Full Memory | 2022        |

| نوع               | اسم                        | سنة الانتاج |
| ----------------- | -------------------------- | ----------- |
| الفيلم القصير     | Mano de Dios               | 2010        |
| الفيلم القصير     | La fameuse route           | 2010        |
| الفليم روائي طويل | Les fameux Gars            | 2012        |
| الفيلم القصير     | Ouni Mooss                 | 2015        |
| الفليم روائي طويل | Sawah                      | 2019        |
| مسلسل             | Baraki                     | 2021        |
| الفيلم القصير     | ذاكرة ممتلئة - Full Memory | 2022        |